# Операција Вихор
Операција Вихор је војно-полицијска акција који су спровеле хрватске војне, паравојне и полицијске снаге од 11. до 13. децембра 1991. на територији Баније, у саставу тадашње САО Крајине. Циљ је био форсирање и прелазак реке Купе, затим заузимање положаја на путу Глина – Петриња, а потом и самих градова.

## Ток операције

### 11–12. децембар
Операција је почела у ноћи између 11. и 12. децембра око 04:30 часова. Хрватске снаге прелазе реку Купу код села Станковац и нападају положаје ТО Српске Крајине. Борба је трајала до 09.00 часова када су хрватске снаге заузеле село. Друга група Хрватске војске напала је село Грачаницу. У одбрани села херојски је погинуло 18 бораца Грачаничког вода, док је један тешко рањен и заробљен од стране Хрватске војске (и касније жив одран). Хрватска војска заузела је села Грачаницу, Станковац и Малу Солину и наставља да напредује до засеока Бабићи где наилази на жесток отпор и бива „прикована” за своје положаје (процене су да је заселак напало 500 хрватских војника а бранило га је само 13 Срба). Специјална јединица хрватске полиције АТЈ Сисак напушта своје положаје и бежи назад у Сисак, а преко Купе је пребачено 8 тенкова и 2 оклопна возила. Хрватска војска сада напада и заузима село Вратечко, али не успева да заузме мост на Глини. Тиме се завршио први дан операције у коме су хрватске снаге напале српске положаје са 2.100 бораца док је наспрам њих стајало свега 100 припадника ТО Српске Крајине.

### 13. децембар
Српске снаге се током ноћи 12. на 13. децембар реорганизују те у 07.00 часова ујутру крећу у контраофанзиву праћену снажном артиљеријском ватром по положајима хрватске војске. Хрвате је ухватила општа конфузија и кренули су неорганизовано да се повлаче ка Купи. Када су се повукли до Купе, видели су да је 36. инжењерско-понтонски батаљон побегао остављајући иза себе само неколико чамаца и почели су да скачу у набујалу реку, а многи од њих ће погинути покушавајући да стигну на другу страну реке. Седам тенкова и два оклопна возила су била уништена, а један је био заробљен од стране Срба.

## Епилог
Иако званични подаци Хрватске војске говоре да је у овој операцији погинуло само 18 војника Хрватске војске (вероватно у тај број урачунавају само оне који су убијени од стране Срба а не и оне који су се удавили у Купи), прави губици су далеко већи. Ово је била табу тема у хрватским медијима практично до данас.